# Guido Schäffer
Guido Vidal França Schäffer (Volta Redonda, 22 de maio de 1974 – Rio de Janeiro, 1 de maio de 2009) foi um médico e seminarista católico brasileiro. Conhecido popularmente como o Surfista Santo, é considerado Venerável pela Igreja Católica desde 20 maio de 2023.

## Vida
Nascido em 22 de maio de 1974 numa família de origem alemã, atuou em vida como seminarista, médico e praticante de surf.
Atendia na Santa Casa de Misericórdia os moradores de rua gratuitamente, como médico voluntário.
Faleceu em 1.° de maio de 2009, após se afogar enquanto surfava na Praia do Recreio. Segundo descreve seu amigo, Eduardo Martins, os dois surfavam naquele local por ocasião da sua "despedida de solteiro", isto é, na véspera do casamento de Eduardo. Segundo ele, Guido havia feito uma manobra malsucedida, o que ocasionou em seu afogamento. Ele estava para ser ordenado sacerdote dentro de poucos meses. Sua morte gerou comoção entre os católicos da Arquidiocese do Rio de Janeiro.

## Beatificação
Desde seu falecimento, o túmulo onde foi sepultado, localizado no Cemitério São João Batista, tornou-se lugar de intensa visitação por parte de seus devotos, de modo especial na data de seu aniversário. Em 2014, a fama de santidade de Guido cresceu, fazendo com que seus restos mortais fossem trasladados para a Igreja Nossa Senhora da Paz, em Ipanema. No mesmo ano, foi aberto seu processo de beatificação, recebendo assim o título de servo de Deus. Em 2015, a Congregação para a Causa dos Santos concedeu o nihil obstat para o prosseguimento da causa. No dia 20 de maio de
2023, o Papa Francisco reconheceu que Guido praticou uma vida de virtudes heroicas, declarando-o assim Venerável.

## Locais relevantes
- Praia do Guido no Recreio dos Bandeirantes. Local aonde Guido surfou pela última vez. Nomeado pela Prefeitura do Rio de Janeiro em 20 de julho de 2018.[4][13][14],
- Memorial Guido Schaffer no Centro do Rio de Janeiro. Exposição com objetos que perteceram ao Guido. Dentro da Santa Casa de Misericórdia do Rio de Janeiro, aonde Guido fez residência médica. Inaugurado em 19 de março de 2019.[15]
- Paróquia Nossa Senhora da Paz, em Ipanema. Paróquia aonde Guido participou ativamente, estão seus restos mortais desde 19 de janeiro de 2015.[7]